# Stony Prairie (Ohio)
Stony Prairie es un lugar designado por el censo ubicado en el condado de Sandusky en el estado estadounidense de Ohio. En el Censo de 2010 tenía una población de 1284 habitantes y una densidad poblacional de 291,79 personas por km².

## Geografía
Stony Prairie se encuentra ubicado en las coordenadas 41°20′55″N 83°8′40″O / 41.34861, -83.14444. Según la Oficina del Censo de los Estados Unidos, Stony Prairie tiene una superficie total de 4.4 km², de la cual 4.4 km² corresponden a tierra firme y (0%) 0 km² es agua.

## Demografía
Según el censo de 2010, había 1284 personas residiendo en Stony Prairie. La densidad de población era de 291,79 hab./km². De los 1284 habitantes, Stony Prairie estaba compuesto por el 84.81% blancos, el 3.89% eran afroamericanos, el 0.23% eran amerindios, el 0.55% eran asiáticos, el 0% eran isleños del Pacífico, el 7.17% eran de otras razas y el 3.35% pertenecían a dos o más razas. Del total de la población el 18.46% eran hispanos o latinos de cualquier raza.